# Gabriel de la Puerta Ródenas y Magaña
Gabriel de la Puerta Ródenas y Magaña (Mondéjar, província de Guadalajara, 16 de març de 1839 - Madrid, 2 de juny de 1908) fou un químic i farmacèutic espanyol, acadèmic de la Reial Acadèmia de Ciències Exactes, Físiques i Naturals i de la Reial Acadèmia Nacional de Medicina.

## Biografia
Fill d'un notari, en 1857 va obtenir el batxiller en filosofia a l'Institut San Isidro de Madrid i el 1862 es llicencià en farmàcia a la Universitat de Madrid, on es va doctorar en 1863. En 1883 va obtenir la càtedra de química inorgànica a la Universitat Central de Madrid, on posteriorment seria degà de la Facultat de Ciències. Alhora fou director del Laboratori d'Anàlisi Química del Ministeri d'Hisenda d'Espanya i president del Col·legi de Farmacèutics de Madrid. En 1878 fou escollit acadèmic d número de la Reial Acadèmia Nacional de Medicina, i en 1880 en la Reial Acadèmia Nacional de Farmàcia, de la que en fou vicepresident el 1902. El mateix any fou escollit acadèmic de la Reial Acadèmia de Ciències Exactes, Físiques i Naturals, en la que ingressà el 1881 amb el discurs Constitución íntima de los cuerpos y acciones químicas de éstos, unos sobre otros i de la que en seria president de la secció de ciències.
Políticament fou elegit diputat pel districte de Pastrana a les eleccions generals espanyoles de 1881 i 1886, i escollit senador per la Reial Acadèmia Nacional de Medicina en la legislatura 1901-1902. El 1904 fou president de la Reial Societat Espanyola de Física i Química.

## Obres
- Tratado práctico de determinación de plantas indígenas y cultivadas en España de uso medicinal, alimenticio e industrial, Madrid, T. Fortanet, 1876.
- Tratado de Química Orgánica, 2 vols., Madrid, Moya y Plaza, 1879.
- Tratado de Química Inorgánica, 2 vols., Madrid, Vda. de Hernando y Cía., 1896-1897.
- Análisis del pimiento molido de Murcia, Madrid, Gaceta, 1904.
- Estudio químico y bacteriológico de las aguas potables, Madrid, Gaceta, 1905.